# Relator
Relator, konektor – nieodmienna część mowy w przypadku gdy pochodzi od przysłówków i odmienna gdy pochodzi od rzeczowników, przymiotników i liczebników. Jest wskaźnikiem zespolenia (relacji) w zdaniach złożonych względnych, tzn. spaja zdanie podrzędne z jednym ze składników zdania bezpośrednio nadrzędnego, nie wchodzi w związki składniowe.
Relator wprowadza części zdania lub określa relacje między nimi. 

## Cechy relatora
- nie odpowiada żadne na pytanie,
- nie odmienia się przez rodzaje i nie posiada rodzaju,
- nie odmienia się przez przypadki, liczby, czasy, osoby, tryby,
- nie tworzy związków składniowych i semantycznych (z wyjątkiem tzw. czasowników wykrzyknikowych),
- jest samodzielna składniowo i znaczeniowo,
- wyraża uczucia, wolę, apele, naśladuje dźwięki,
- występuje poza zdaniem, z wyjątkiem czasowników wykrzyknikowych, które mogą pełnić rolę orzeczenia
- część mowy asyntagmatyczna.

## Typy relatora
W klasyfikacji tradycyjnej relatorowi odpowiadają zaimki względne: 
- przymiotne
  - jaki
  - który
  - czyj
- rzeczowne
  - kto
  - co
- przysłowne
  - jak
  - gdzie
  - kiedy
  - skąd
  - którędy
  - dokąd

## Przykłady zastosowań
Jutro pójdę tam, gdzie wczoraj była Małgosia.
Zrobię to zadanie, kiedy wrócę do domu.